# Гудено (культура)
Культура Гудено, или группа Гудено, — вариант мезолитической культуры Маглемозе, широко распространённой в 8000-4000 на побережье Балтики. Культура Гудено была распространена в Ютландии и Зеландии (Дания), а также на территории, ныне покрытой морем (Доггерленд). Отличалась от культуры Маглемозе лишь индустрией своих каменных лезвий.
Названа по месту находки близ истоков реки Гудено. В настоящее время многие археологи в Дании не рассматривают её как самостоятельную археологическую культуру. Во времена существования культуры Гудено Датские проливы были ещё не проливами, а долинами рек. Территория культуры первоначально представляла собой тундру, затем бореальный хвойный лес (парковую тундру).
Обнаружено в целом около 100 стоянок, относящихся к пребореальному и бореальному климатическим периодам. Люди культуры Гудено жили на территории близ болот и озёр вдали от морского побережья. В отличие от других носителей культуры Маглемозе, они предпочитали равнинные, песчаные берега, на небольших отвесных холмах над водой. Остатки жилищ не обнаружены, однако обнаружены очаги и ямы глубиной до 0,5 м с остатками очагов. Из-за высокой кислотности почвы (недостаток кальция) до наших дней дошли только каменные изделия данной культуры, всё прочее не сохранилось. Микролитические каменные изделия восходят к изделиям культуры Клостерлунд (7500-7000 гг. до н. э.) в Центральной Ютландии (в настоящее время они хранятся в небольшом местном музее): это свёрла, ножи, резцы, скребки, трапециевидные или ромбовидные наконечники стрел. Крупные лезвия могли использоваться также как наконечники копий. Также обнаружены каменные топоры поперечного, прямого и асимметричного типа, в противоположность инструментам из костей животных культуры Маглемозе.